# Les Touches

Les Touches este o comună în departamentul Loire-Atlantique, Franța. În 2009 avea o populație de 2,233 de locuitori.